# Шимшурга
Шимшурга́ (рос. Шимшурга, марій. Шемшӱргӧ) — присілок у складі Звениговського району Марій Ел, Росія. Входить до складу Кокшайського сільського поселення.

## Населення
Населення — 238 осіб (2010; 292 у 2002).
Національний склад (станом на 2002 рік):
- марі — 55 %
- росіяни — 34 %